# Pařížský salon

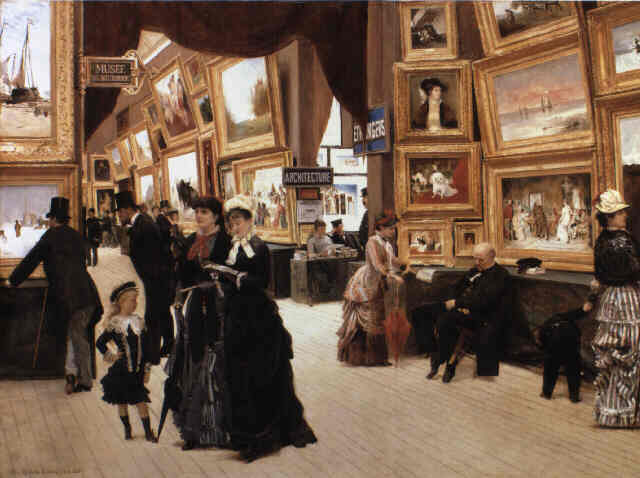
Édouard Joseph Dantan: Zákoutí Salonu 1880

Pařížský salon (Salon de Paris), obvykle jen Salon, v době starého režimu (francouzského království) oficiálně nazývaný Salon Královské akademie výtvarných umění (Salon de l'Académie royale des beaux-arts), později Salon malby a sochařství (Salon de peinture et de sculpture) byla umělecká výstava v Paříži, poprvé pořádaná roku 1667 na podnět Ludvíka XIV. Zprvu se uskutečňovala dosti nepravidelně, později obvykle jednou za rok nebo za dva roky. Na Salon byli v 19. století umělci vybíráni podle velmi konvenčních kritérií, a proto od poloviny tohoto století vznikla řada konkurenčních akcí, například Salon nezávislých, které měly umožnit prezentaci a prodej obrazů a soch i avantgardnějším výtvarníkům. Roku 1881 byl Pařížský salon nahrazen Salónem francouzských umělců, který se pořádá dodnes.

## Česká účast

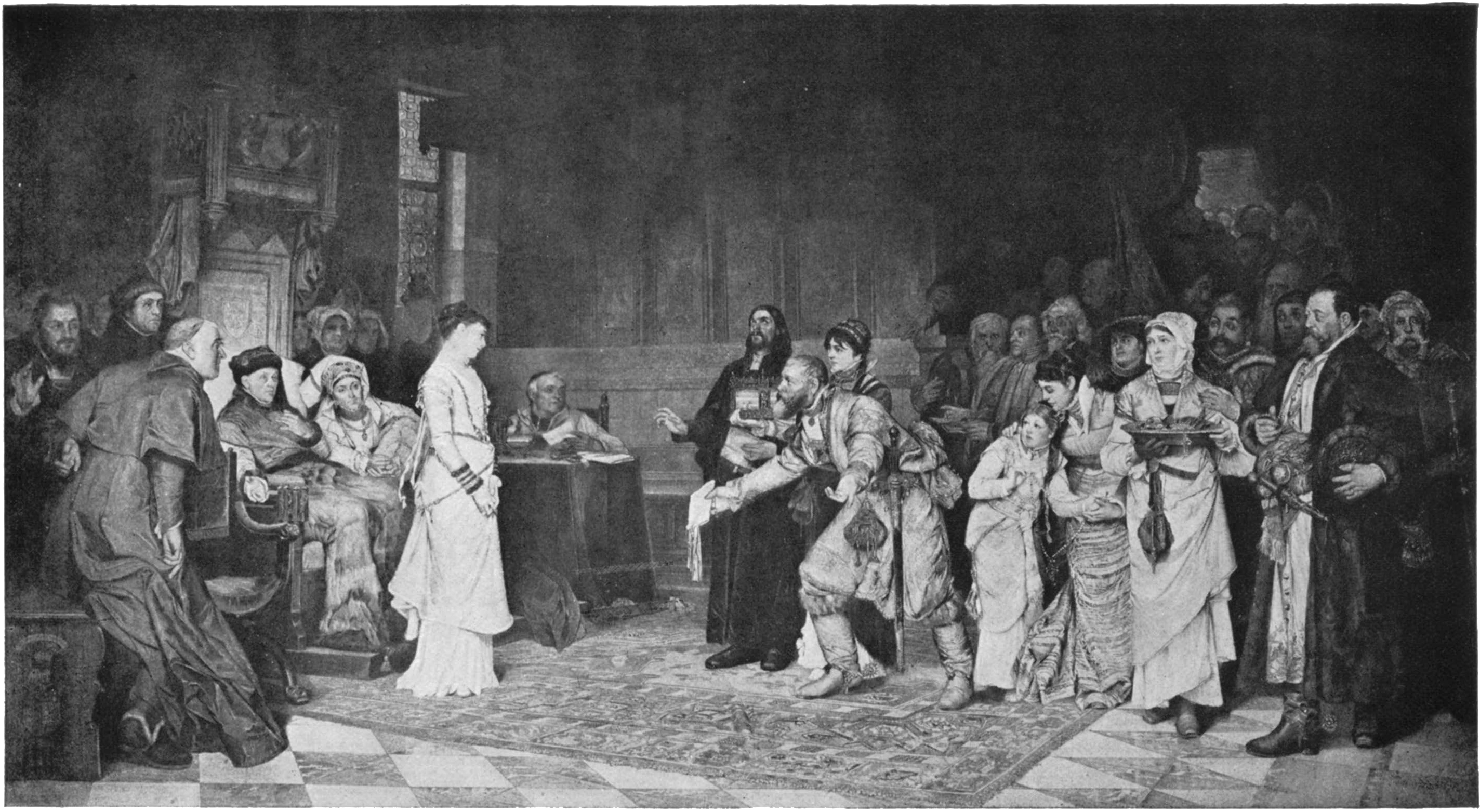
Václav Brožík: Vyslanci českého krále Ladislava žádají v jeho zastoupení Karla VII. o ruku jeho dcery (čb. knižní reprodukce)

V roce 1878 referoval Jan Neruda o účasti Václava Brožíka na tomto salonu. Brožík se nezúčastnil domácích výstav, protože v Paříži pracoval na svém obrazu; jeho námětem bylo poselstvo českého krále Ladislava Pohrobka, vyslané roku 1457 ke dvoru francouzského krále Karla VII., aby jménem českého krále požádalo o ruku královy dcery. Neruda při tom zmínil i další Brožíkův obraz, který byl vystaven v předchozím roce. Konstatoval též, že Salon navštěvovalo 45 000 osob denně.

### Jiné salony
- Salon odmítnutých (Salon des refusés)
- Salon des Cent (Salon stovky)
- Podzimní salon (Salon d'automne)
- Salon nezávislých (Salon des indépendants)
- Institut de France
- Dámské literární salony a společnosti v arabském světě